# セルジュ・マルカン
セルジュ・マルカン（Serge Marquand、1930年3月12日 - 2004年9月4日）は、フランスの男優。

## 人物
スペイン人の父とアラブ人の母に生まれる。兄は映画監督、俳優で知られるクリスチャン・マルカン。妹は映画監督のナディーヌ・トランティニャン。
初期の頃は『パリジェンヌ』のタクシー運転手などの端役ばかりだったが、1960年代半ばからはマカロニ・ウエスタンの個性的な脇役として活躍する。兄のクリスチャンよりもアクの強いマスク故に悪役が目立ち、『荒野の一つ星』の悪徳保安官が印象的である。。

## 出演作品
- 『パリジェンヌ』（1961年）
- 『荒野の一つ星』（1967年）
- 『さいはての用心棒』（1966年）
- 『傷だらけの用心棒』（1967年、日本未公開）
- 『バーバレラ』（1968年）
- 『バスタード』（1968年）
- 『世にも怪奇な物語』（1968年）
- 『スペシャリスト』(1969年）
- 『真夜中の刑事』（1976年）
- 『華麗な関係』（1976年）
- 『最前線物語』（1980年）- ハリウッド初出演。